# Richard Cœur-de-Lion
Richard Cœur-de-Lion (título original en francés; en español, Ricardo Corazón de León) es una opéra-comique, descrita como una comédie mise en musique en tres actos, con música de André Grétry y libreto en francés de Michel-Jean Sedaine. Se estrenó en la versión de tres actos en la Comédie-Italienne en su primera Salle Favart en París el 21 de octubre de 1784. Tuvo una versión revisada, de cuatro actos, en Fontainebleau el 25 de octubre de 1785. 
La obra está reconocida en general como la obra maestra de Grétry y una de las más importantes opéras comiques francesas. Se basa en una leyenda sobre la cautividad del rey Ricardo I de Inglaterra en Austria y su rescate por el trovador Blondel de Nesle.
La ópera alcanzó el Reino Unido en 1786 y Boston, Estados Unidos, en 1797. Fue inmediatamente popular. Richard Coeur-de-lion desempeñó un papel importante en el desarrollo de la opéra-comique en su tratamiento de un tema serio, histórico. Fue también una de las primeras óperas de rescate. Es significativo que uno de los principales personajes en la más famosa ópera de rescate, Fidelio de Beethoven, se llame Florestan, aunque él es el prisionero y no el carcelero. Grétry intentó imitar la música medieval en la canción de Blondel Une fièvre brûlante. El aria de Blondel, O Richard, o mon roi! ("¡Oh Ricardo, mi rey!") se convirtió en canción popular entre los realistas de la Revolución francesa y fue prohibida por el gobierno republicano. Esta ópera aún se interpretaba en Francia a finales del siglo XIX.  Esta ópera rara vez se representa en la actualidad; en las estadísticas de Operabase no aparece entre las óperas representadas en el período 2005-2010.

## Personajes
| Personajes                                 | Tesitura      | Elenco del estreno, 21 de octubre de 1784 (Director: - ) |
| ------------------------------------------ | ------------- | -------------------------------------------------------- |
| Ricardo Corazón de León, rey de Inglaterra | tenor         | Philippe                                                 |
| Blondel, un trovador                       | tenor         | Jean-Baptiste Guignard, 'Clairval'                       |
| Laurette                                   | soprano       | Louise-Rosalie Lefebvre                                  |
| Marguerite, Condesa de Artois              | soprano       | Colombe, 'aînée'                                         |
| Sir Williams                               | bajo          | Narbonne                                                 |
| Florestan                                  | bajo          | Meunier                                                  |
| Béatrix                                    | soprano       | Desforges                                                |
| Antonio                                    | soprano       | Rosalie Levasseur                                        |
| Colette                                    | soprano       |                                                          |
| Mayordomo senescal                         | papel hablado | Courcelle                                                |